# Jonathan Vervenne
Jonathan Vervenne, né le 27 mai 2003 à Riemst, est un coureur cycliste belge.

## Biographie

### Débuts et progression
Jonathan Vervenne est originaire de Riemst, une commune située dans la province de Limbourg (Flandre). Durant son adolescence, il pratique à la fois le cyclisme et la natation,. Il abandonne toutefois progressivement cette dernière discipline pour se consacrer au vélo. 
En 2021, il remporte la Ster van Zuid-Limburg. Il se classe par ailleurs troisième du championnat de Belgique du contre-la-montre juniors (moins de 19 ans). Vervenne intègre ensuite la structure Elevate p/b Home Solution Soenens en 2022. Il ne délaisse pas pour autant sa scolarité en suivant des études d'ingénieur à la KU Leuven. Bon rouleur, il termine deuxième du championnat de Belgique et cinquième du championnat d'Europe du contre-la-montre dans la catégorie espoirs (moins de 23 ans). Il conclut sa saison sur le Chrono des Nations espoirs, où il prend la septième place.

### 2023-2025: Soudal Quick-Step Devo
Grâce à ses bons résultats, il fait partie des coureurs recrutés par la réserve de l'équipe Soudal Quick-Step en 2023. Au mois de mars, il se distingue en remportant le Tour des 100 Communes, après avoir piégé les sprinteurs dans les derniers kilomètres. Le lendemain, il finit dixième et meilleur coureur de son équipe au Grand Prix de Lillers. Il s'impose également sur la Zuidkempense Pijl, un interclub belge. Au printemps, il devient aisément champion de Belgique du contre-la-montre espoirs, en devançant son dauphin de près d'une minute. Il termine par ailleurs quatrième du contre-la-montre inaugural du Tour d'Italie espoirs. Durant l'été, il décroche un nouveau titre de champion national dans le contre-la-montre par équipes, avec plusieurs de ses coéquipiers. Il est aussi sélectionné en équipe nationale pour participer aux championnats du monde espoirs, qui ont lieu en Écosse. Engagé sur le contre-la-montre, il se classe onzième.
Après une saison 2024 sans victoire, il est à nouveau champion de Belgique du contre-la-montre espoirs en 2025. La même année, lors du Tour d'Italie espoirs, l'une des courses les plus importantes de la catégorie des moins de 23 ans, il gagne la deuxième étape en solitaire et porte le maillot de leader du classement général pendant une journée. 

## Palmarès et résultats

### Par année
- 2021
  - Ster van Zuid-Limburg
  - 3e du championnat de Belgique du contre-la-montre juniors
- 2022
  - 2e du championnat de Belgique du contre-la-montre espoirs
  - 5e du championnat d'Europe du contre-la-montre espoirs
- 2023
  -  Champion de Belgique du contre-la-montre espoirs
  -  Champion de Belgique du contre-la-montre par équipes
  - Tour des 100 Communes
  - Zuidkempense Pijl
- 2024
  - 2e du Mémorial Igor Decraene
  - 3e du Chrono des Nations-Les Herbiers-Vendée espoirs
- 2025
  -  Champion de Belgique du contre-la-montre espoirs
  - 2e étape du Tour d'Italie espoirs
  - 2e du Hel van Voerendaal

### Classements mondiaux
| Année                                 | 2022  | 2023 | 2024  |
| ------------------------------------- | ----- | ---- | ----- |
| Classement mondial                    | 1401e | 820e | 1679e |
| UCI Europe Tour                       | 953e  | 590e | 1025e |
|                                       |       |      |       |
| Légende : nc = non classéSource : UCI |       |      |       |